# ギュンター・ミッターク
ギュンター・ミッターク（独: Günter Mittag, 1926年10月8日 - 1994年3月18日）は、ドイツ民主共和国（東ドイツ）の政治家。1966年から1989年秋までドイツ社会主義統一党政治局員を務めた。また1976年からは経済問題を担当する経済担当書記を務め、エーリッヒ・ホーネッカー政権の実力者の一人となった。

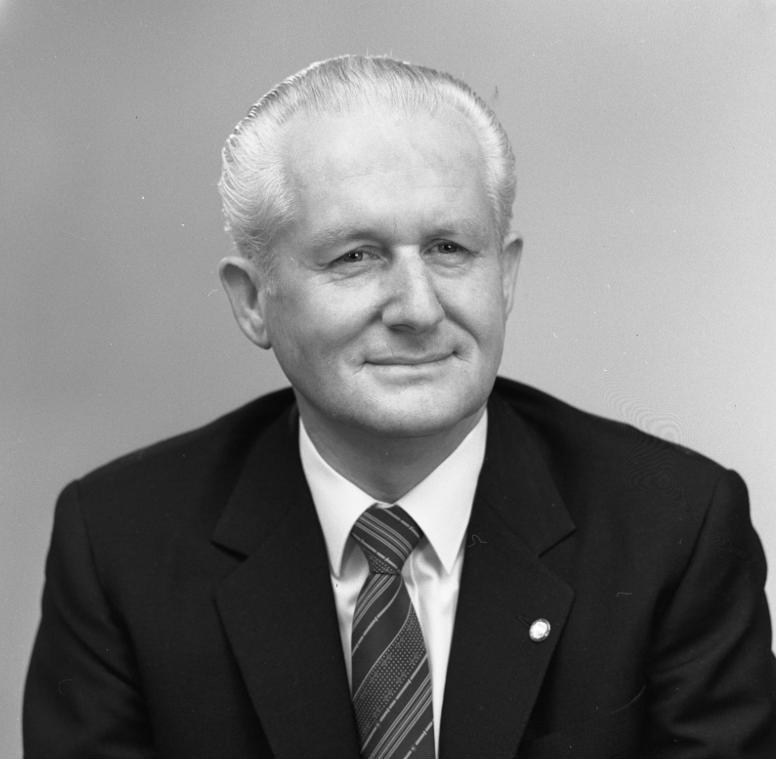
1981年のギュンター・ミッタークの肖像写真

## 生涯
1926年10月8日、ミッタークはヴァイマル共和政下のプロイセン自由州シュテティーン（現在のポーランド領シュチェチン）に労働者階級の息子として生まれる。国営鉄道で職業教育を終えた後、第二次世界大戦でドイツ国防軍の高射砲連隊に入隊した。1945年にドイツ共産党（KPD）に入党、1946年にドイツ社会主義統一党（SED）の党員となり、1958年までに、「資本主義鉄道に対するGDR（ドイツ民主共和国の略称）の鉄道における社会主義組織と業績の優位性」というタイトルの論文で博士号を取得した。彼は党中央委員会の経済担当書記になり、1963年には政治局員、人民議会議員を務めた。また、彼は党中央委員会の産業建設局長に就任した。彼と経済担当委員長エーリッヒ・アペルは、東ドイツのかつての官僚的な経済を近代化および合理化するために、ヴァルター・ウルブリヒト指導の下、新経済システム（NÖS）を設計した。これは政治的な物議を醸すものであり、導入は限定的であったことに加え、1971年ウルブリヒトが失脚し、エーリッヒ・ホーネッカーが実験を握るとこの政策は停止された。
1976年にミッタークは中央委員会経済担当書記に再任し、在職期間中厳格な経済統制を提唱し、それを実行に移した。彼のリーダーシップスタイルは物議を醸し、内閣の大臣との対立を引き起こしたり、特定の役人の解任を要求した。そんな中ミッタークは重度の糖尿病にかかり、1984年に下肢の1つを切断した。もう1つは1989年に取り除かれた。同年のベルリンの壁崩壊後、冷戦犯罪や汚職の罪で逮捕されたが釈放された。だが1991年に政府の資金を横領したことで非難を浴びた。1994年にベルリンで死去した。